# Richthofen

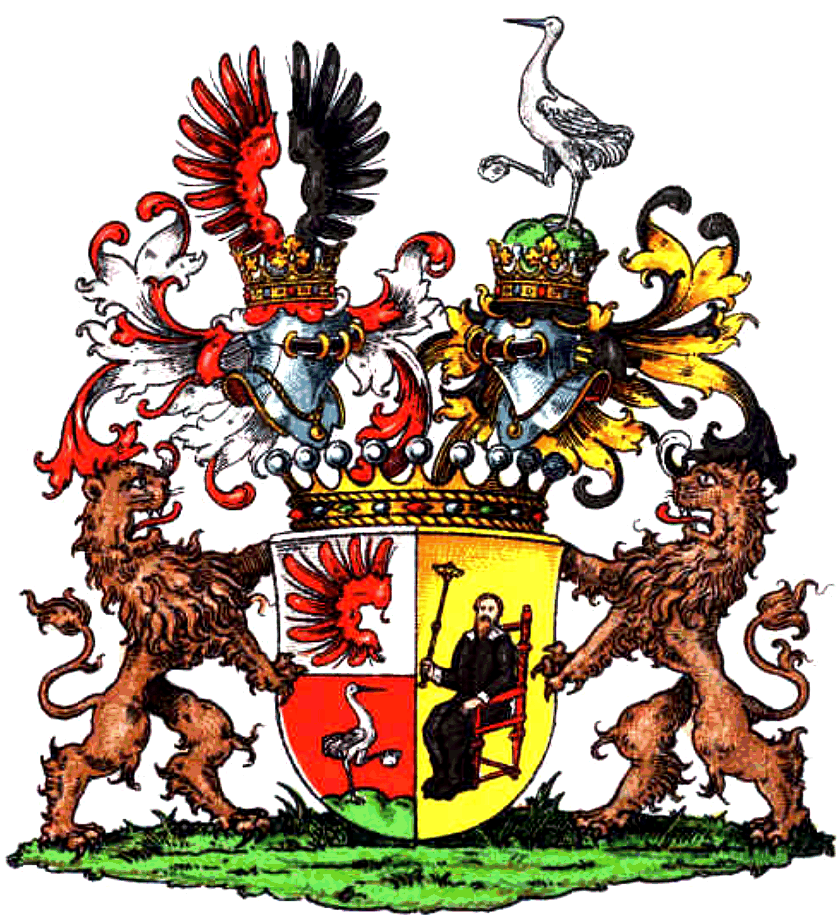
Herb hrabiów von Richthofen

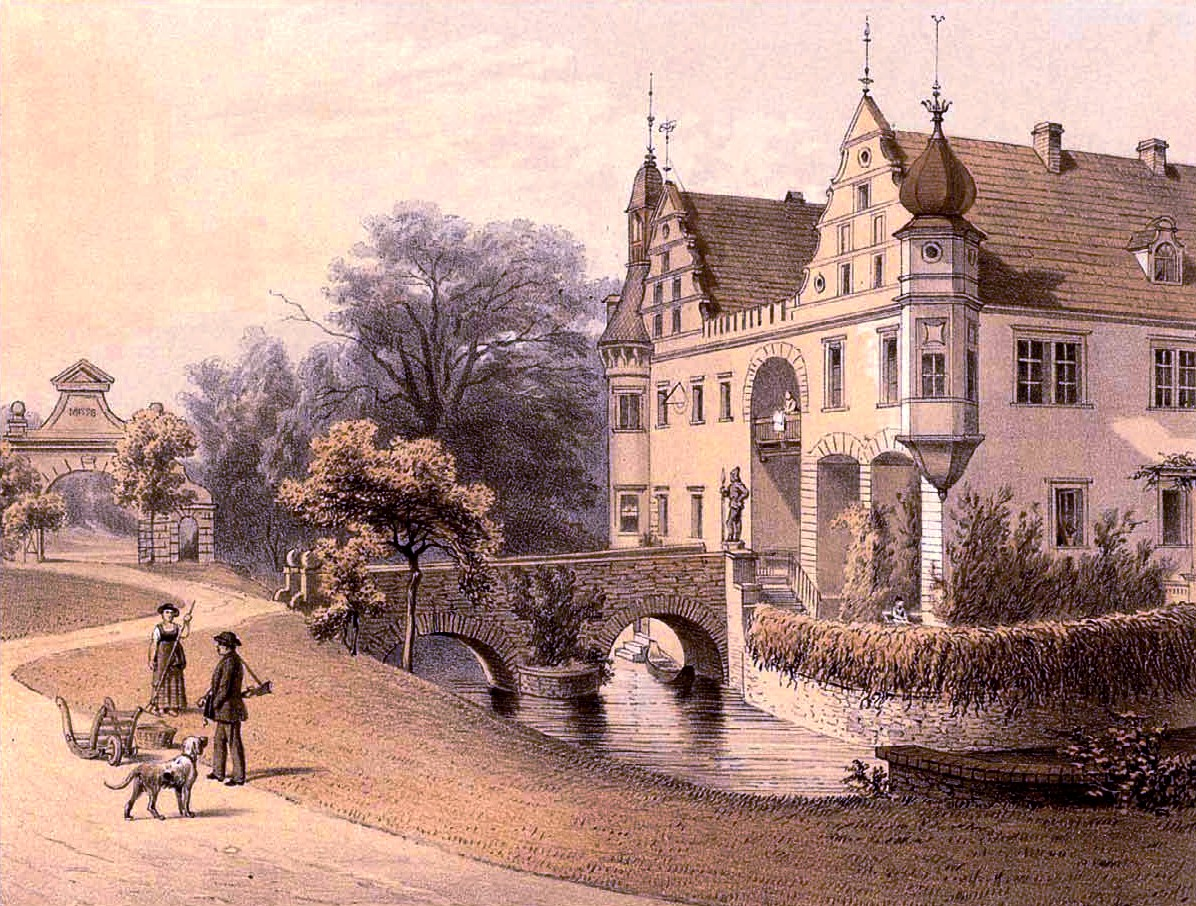
Zamek Klein-Rosen ok. 1860 r. w Rogoźnicy

Von Richthofen – linia starego rodu szlacheckiego Richthofen, początkowo Prätoriusa z Richthofen. Zapoczątkowana przez Sebastiana Schmidta zwanego Faber lub Fabricius (1515-1553), archidiakona w Bernau bei Berlin, później pastora w Poczdamie.
Johann Praetorius (1611-1664), dziedzic Ruska koło Strzegomia i Snowidzy koło Jawora, do czeskiego stanu rycerskiego został podniesiony 29 lipca 1661 r., a następnie do pruskiego stanu rycerskiego z tytułem von Richthofen 30 marca 1681 r.

## Linie
- Linia ze Snowidzy. Samuel von Richthofen, dziedzic Snowidzy, na barona czeskiego podniesiony został 30 lipca 1735 r.
- Linia z Goczałkowa Górnego. Samuel Prätorius von Richthofen, dziedzic Goczałkowa Górnego koło Strzegomia, na barona pruskiego podniesiony został 6 listopada 1741 r.

## Przedstawiciele rodu
- Bolko von Richthofen
- Ferdinand von Richthofen
- Hugo Samuel von Richthofen
- Lothar von Richthofen
- Ludwig von Richthofen
- Manfred von Richthofen
- Wolfram von Richthofen